# Château de Shichinohe
Le château de Shichinohe (七戸城, Shichinohe-jō) était un château japonais situé à Shichinohe, dans la préfecture d'Aomori au Japon. Il n'en reste à présent que quelques vestiges.

## Histoire
La date de construction du château est incertaine, mais les résultats des fouilles suggèrent que le huitième chef du clan Nanbu, Nanbu Masamitsu, est arrivé à Shichinohe à la fin du XIVe siècle et a entreprit la construction du château sur une colline située sur la rive gauche de la rivière Sakuda. Ses descendants firent du château de Shichinohe leur résidence et prirent le nom de clan Shichinohe Nanbu.
En 1591, lors de la rébellion de Kunohe, le clan Shichinohe Nanbu affronte les forces de Toyotomi Hideyoshi et est vaincu. Le château est abandonné en 1592 et tombe en ruines. le clan Shichinohe Nanbu devient ensuite vassal du clan Nanbu au sein du domaine de Morioka.
Aujourd'hui, le site du château de Shichinohe est un parc public (le parc Kashiwaba). Il a été désigné site historique national le 13 décembre 1941.